# Śmiałka wczesna
Śmiałka wczesna (Aira praecox L.) – gatunek rośliny z rodziny wiechlinowatych. Jako gatunek rodzimy występuje w zachodniej i środkowej Europie, na Makaronezji, w Turcji i Kaukazie. Ponadto zawleczony do południowej Afryki, na oba kontynenty amerykańskie, Australii i Nowej Zelandii. W Polsce rośnie wzdłuż wybrzeża, poza tym w zachodniej części kraju.

## Morfologia

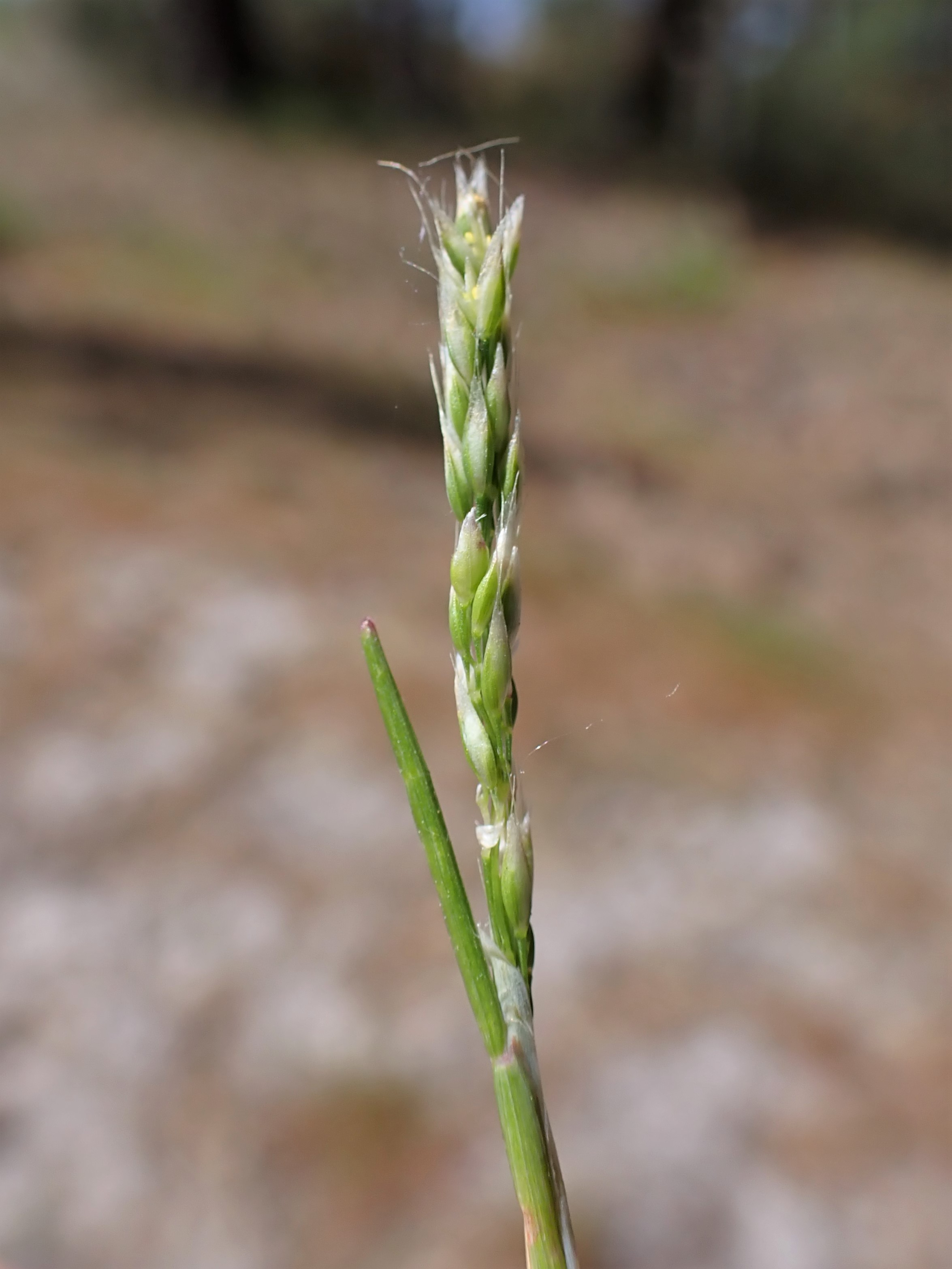
Kwiatostan

ŁodygaProste źdźbło do 15 cm wysokości.
LiściePochwa liściowa gładka. Języczek liściowy długości 2 mm. Blaszka nitkowata, zwinięta.
KwiatyZebrane w brunatniejące kłoski, te z kolei zebrane w ścieśnioną, kłosokształtną wiechę długości 1,5–3 cm. Szypułki krótsze od kłosków. Plewa dłuższa od kwiatów.
OwoceZiarniaki.

## Biologia i ekologia
Roślina jednoroczna lub dwuletnia. Rośnie w miejscach piaszczystych. Kwitnie w kwietniu i maju. Gatunek charakterystyczny muraw napiaskowych ze związku Vicio lathyroidis-Potentillion argenteae i zespołu Airetum praecocis.